# Corythoichthys benedetto
Corythoichthys benedetto es una especie de pez de la familia Syngnathidae en el orden de los Syngnathiformes.

## Morfología
- Los machos pueden alcanzar los 6,8 cm de longitud total.[2]

## Hábitat
Es un pez  de mar y de clima tropical y asociado a los arrecifes de coral que vive entre 5-15 m de profundidad.

## Distribución geográfica
Se encuentra desde Bali y el sur de Sulawesi (Indonesia) hasta el norte de Papúa Nueva Guinea.